# Destret de temps
En partides d'escacs jugades amb control de temps, el destret de temps, problemes de temps, pressió de temps, o la seva traducció alemanya Zeitnot, és la situació en què un jugador té poc temps per completar els moviments requerits. Quan es força a jugar ràpidament, la probabilitat de cometre errades augmenta, de manera que manejar el rellotge és un aspecte important del joc dels escacs. L'últim moviment del control del temps (sovint el moviment 40) és especialment propens a errors si els jugadors només tenen uns segons per jugar-lo, i moltes partides s'han perdut a causa d'una mala gestió del temps en la pressió del temps.

## Aspectes pràctics
Els jugadors sovint gasten una gran quantitat de temps després de l'obertura mentre consideren els seus plans i calculen diverses variants tàctiques. En molts casos, passar aquest temps per trobar el camí correcte val la pena a risc de patir problemes de temps més endavant si la posició se simplifica fins a un punt en què es pot jugar ràpidament. Tanmateix, fer despesa d'una gran quantitat de temps en posicions senzilles quan no és estrictament obligatori sovint és excessiu.
En destrets de temps, els jugadors solen centrar-se a mantenir la integritat de la seva posició. Els principis de Lars Bo Hansen són garantir que les peces romanguin protegides, evitar moviments de peons innecessaris i evitar analitzar tàctiques innecessàries. Simon Webb aconsella als jugadors que facin un seguiment del nombre de moviments jugats i que elaborin una resposta provisional a cadascun dels moviments de l'oponent en el temps de l'oponent. Aquest truc s'anomena "cervell permanent" o "pondering". Quan l'oponent té problemes de temps, Webb defensa la tècnica de barrage que consisteix a planificar dos o més moviments per endavant, i després jugar-los en ràpida successió. La idea és donar poc temps a l'oponent per preparar-se per al segon moviment, augmentant la probabilitat que aquest moviment sigui un error. Jugar una pluja de moviments també augmenta la possibilitat d'un error; la tècnica és desaconsellable en una posició guanyadora on un jugador s'ha de centrar a guanyar al tauler.

## Normes que regeixen els problemes de temps
La FIDE té algunes regles addicionals sobre jugadors amb problemes de temps.
La primera regla es refereix a l'anotació dels moviments. Un jugador amb menys de cinc minuts per jugar, en una partida en què no hi ha un increment de temps de 30 segons o més per moviment, no està obligat a omplir la planella com és habitual. Tanmateix, si el jugador fa el control de temps, ha d'actualitzar el full d'anotació abans de fer un moviment tan bon punt caigui la bandera, marcant la caducitat del primer control de temps, i ara superat. Si només un jugador té problemes de temps i no registra moviments, es pot utilitzar el full d'anotació de l'oponent per actualitzar la puntuació. En el cas de pressió de temps mútua, quan ambdós jugadors han deixat d'enregistrar els moviments, el director del torneig o un assistent hauria d'estar disponible per registrar els moviments a mesura que es juguen, i les seves notes es poden utilitzar per actualitzar els fulls d'anotació en passar el control del temps. Si l'anotació de la partida no és registrada per ningú durant el període de pressió de temps, els jugadors s'esforçaran per reconstruir els moviments, sota el control del director del torneig; si això no és possible, la partida continua sent el següent moviment considerat com el primer del següent control de temps.
La segona regla considera la possibilitat de l'àrbitre d'acabar una partida com a empat a causa de la manca d'esforç d'un jugador per guanyar la partida per "mitjans normals". De tant en tant, en un control de temps de mort sobtada sense increments, un jugador té problemes per executar físicament una sèrie indefinida de moviments en el temps restant. L'oponent podria intentar jugar amb això i seguir jugant amb l'esperança de guanyar per temps, en lloc de guanyar la posició al tauler. Per evitar-ho, la FIDE permet als organitzadors del torneig aplicar les directrius dels articles III.4 o III.5. Un torneig jugat amb l'article III.4 permet a un jugador amb menys de dos minuts restants convocar l'àrbitre i demanar que s'introdueixi un increment de cinc segons. Invocar III.4 constitueix una oferta d'empat que l'oponent pot acceptar. En cas contrari, si l'àrbitre accepta introduir l'increment, l'oponent rebrà dos minuts a més de l'increment. En un torneig jugat amb l'article III.5, un jugador amb menys de dos minuts pot convocar un àrbitre i sol·licitar que la partida sigui declarada taules "sobre la base que el seu oponent no pot guanyar per mitjans normals, i/o que el seu oponent ha estat fent. cap esforç per guanyar per mitjans normals". L'àrbitre pot acceptar la reclamació (que acaba la partida immediatament com a empat), rebutjar la reclamació (després de la qual el joc continua, amb l'oponent rebent dos minuts addicionals) o posposar la decisió. En aquest cas, es poden donar dos minuts addicionals a l'oponent i la partida continua fins que l'àrbitre es pronuncia o la bandera del reclamant caigui després de la qual cosa l'àrbitre pren una decisió.
Les regles que permeten a un àrbitre declarar una partida empatada no s'apliquen als escacs blitz. Diversos tornejos de blitz d'alt nivell, com el Campionat Mundial de Blitz de 2009, es juguen amb un increment de dos segons que permet als jugadors el temps d'executar moviments i desanima els intents de guanyar a temps en posicions trivialment dibuixades com ara rei i cavall contra rei i cavall.